# Alexandra Burchenkova
Alexandra Vasilyevna Burchenkova (em russo:  Александра Васильевна Бурченкова; nascida em 16 de setembro de 1988) é uma ciclista russa.
Burchenkova participou nos Jogos Olímpicos de Verão de 2008 na prova de estrada feminina, terminando em quadragésimo terceiro lugar. Em 2010, ela conquistou a medalha de ouro no Campeonato Europeu de Ciclismo em Estrada no contrarrelógio individual (sub-23). Em 2011, venceu a corrida por etapa Gracia-Orlová, Tour de Bretanha e Campeonato da Rússia de Ciclismo Contrarrelógio.